# Scythris gozmanyi
Scythris gozmanyi is een vlinder uit de familie dikkopmotten (Scythrididae). De wetenschappelijke naam is voor het eerst geldig gepubliceerd in 1986 door Pietro Passerin d'Entrèves van de universiteit van Turijn.
De soort komt voor in Europa, meer bepaald in Hongarije en Polen. De typelocatie is "Csepel (Boedapest, Hongarije)".
Ze is genoemd naar de Hongaarse entomoloog László Gozmány.